# 宰甫卣
宰甫卣，又称晚商饕餮纹青铜宰甫卣，商代文物，1952年由山东荷泽文物部门征集得来，现藏于菏泽市博物馆。

## 器型纹饰
宰甫卣高31.5厘米，口径11～13厘米，腹围59.5厘米，重5.1公斤。器圆呈腹形，饰有兽面纹，下为平底的圈足，圈足上饰有夔纹组成的兽面纹。该器的器盖隆起，上有蘑菇状盖纽，器盖为子母口。提梁饰有勾连雷纹，两端铸有浮雕牛首。

## 铭文释读
宰甫卣的器盖和器底上对铭有相同的3行23字：“王来兽（狩），自豆录（麓），才（在）𥛎師，王鄉（飨）酉（酒）。王光（贶）宰甫貝五朋，用乍（作）寶䵼”。